# Крешителли, Альберико
Альбери́ко Крешите́лли (итал. Alberico Crescitelli, 30 июня 1863, Альтавилла Ирпина, Кампания — 21 июля 1900, Нинцян, Шэньси) — святой Римско-Католической Церкви, священник, миссионер, мученик.

## Биография
Альберико Крешителли был членом миссионерской организации «Институт Заграничных Миссий», находившегося в Милане. 4 июня 1887 года Альберико Крешителли был рукоположён в сан священника. В 1888 году он был послан на миссию в северо-западный Китай, в провинцию Шэньси, где стал заниматься миссионерской деятельностью среди местных жителей.
В 1899—1901 годах в Китае происходило ихэтуаньское восстание, во время которого от рук боксёров погибло много христиан, в том числе и иностранные миссионеры, среди которых находился и Альберико Крешителли.

## Прославление
Альберико Крешителли был беатифицирован 18 февраля 1951 года папой Пием XII и 1 октября 2000 года канонизирован папой Иоанном Павлом II в группе 120 китайских мучеников.
День памяти — 9 июля.

## Источник
- George G. Christian OP, Augustine Zhao Rong and Companions, Martyrs of China, 2005, стр. 61 (англ.)